# Detroit–Superior Bridge
Die Detroit–Superior Bridge, seit 11. November 1989 offiziell die Veterans Memorial Bridge, überspannt den Cuyahoga River und verbindet die Detroit Avenue und die Superior Avenue in Cleveland, Ohio, USA. Sie wurde in den Jahren 1912 bis 1917 errichtet und galt damals als die längste und größte Doppelstockbrücke weltweit.

## Beschreibung
Sie war Clevelands erste Brücke, die mit einer lichten Höhe von 28 m (93 ft) über dem Fluss den Straßenverkehr kontinuierlich fließen ließ, ohne dass Unterbrechungen für die Schifffahrt notwendig wurden, wie bei dem nahe gelegenen Old Superior Viaduct mit seiner Drehbrücke. Als Doppelstockbrücke hatte sie damals vier Fahrstreifen für Kraftfahrzeuge und breite Gehwegen oben und eine Ebene für vier Straßenbahngleise darunter (mit Platz für zwei weitere, die nicht installiert wurden).
Die Höhe der Brücke und der gewählte moderate Anstieg von 3 % erforderten lange Rampen, so dass die Brücke von der West 25th Street im Westen bis zur West 9th Street im Stadtzentrum reicht. Sie besteht aus einem großen stählernen Fachwerkbogen, der den Cuyahoga in einem spitzen Winkel überquert, sowie drei Stahlbetonbögen auf der westlichen und neun solchen Bögen auf der östlichen Seite. Unter dem großen Stahlbogen führt die Center Street Bridge über den Fluss, eine nach verschiedenen Vorgängern 1900 eröffnete Drehbrücke.
Das gesamte Brückenbauwerk ist einschließlich der Rampen 877,8 m (2880 ft) lang. Der dreigelenkige Stahlbogen hat eine Stützweite von 180 m (591 ft), die Stahlbetonbögen sind zwischen 17 und 55 m weit. Ursprünglich hatte die Brücke eine Breite von 22 m (72 ft).
Die Detroit-Superior Bridge wurde von Frank R. Lander und A. M. Felgate entworfen, W. A. Stinchcomb und A. W. Zesiger hatten die Bauoberleitung, alle als Ingenieure im Dienst des Cuyahoga County tätig. Der Stahlbogen wurde von dem Unternehmen King Bridge Co. ausgeführt, das auch die beiden vorangegangenen Brücken errichtet hatte. Der Bau der Stahlbetonbögen wurde unter drei Firmen aufgeteilt.
Die Straßenbahnen sollten das Straßenniveau ursprünglich am Ende der Brücke zwischen einer Gabelung den Fahrbahnen erreichen. Aber schon 1916 hatte man Bedenken wegen des Verkehrs auf den Kreuzungen und fügte an beiden Seiten einen Tunnel an, so dass die Straßenbahn erst nach den Kreuzungen wieder an die Oberfläche kam.
Die Brücke wurde am Thanksgiving Day 1917 dem Verkehr übergeben, wegen der Kriegszeiten ohne weitere Feierlichkeiten.

## Spätere Änderungen
Während die Einwohner von Cleveland anfänglich stolz auf ihre neue Brücke waren, wurden schon zehn Jahre später Klagen über häufige Staus laut. Erst der Bau zweier weiterer Brücken 1932 und 1939 brachte vorübergehende Besserung.
Mit der Verbreitung des Pkw war die zunehmende Geringschätzung der Straßenbahn verbunden, die 1954 ihren Betrieb endgültig einstellte. Seitdem ist das untere Stockwerk der Brücke ungenutzt. Seit 2003 wird es an bestimmten Tagen zur Besichtigung freigegeben.
Von 1967 bis 1969 wurde die Brücke grundlegend renoviert. Dabei wurden die Fahrbahn auf 22 m (72 ft) bzw. sechs Streifen verbreitert und die Gehwege verengt auf 1,5 m (5 ft). Der große Stahlbogen wurde durch außen an den Bögen vorbeigeführte Fahrbahnen erweitert. Eine weitere Renovierung wurde 1995 bis 1997 durchgeführt.
2013 wurde der Verkehr wieder auf vier Streifen beschränkt zugunsten eines erheblich erweiterten Geh- und Radweges. 2017 wurde eine weitere Erleichterung des Fahrradverkehrs vorgenommen.
Die Brücke wurde am 18. Januar 1974 in das National Register of Historic Places aufgenommen. Am 11. November 1989, dem Veterans Day, wurde sie in Veterans Memorial Bridge umbenannt.